# Ignatz Bubis

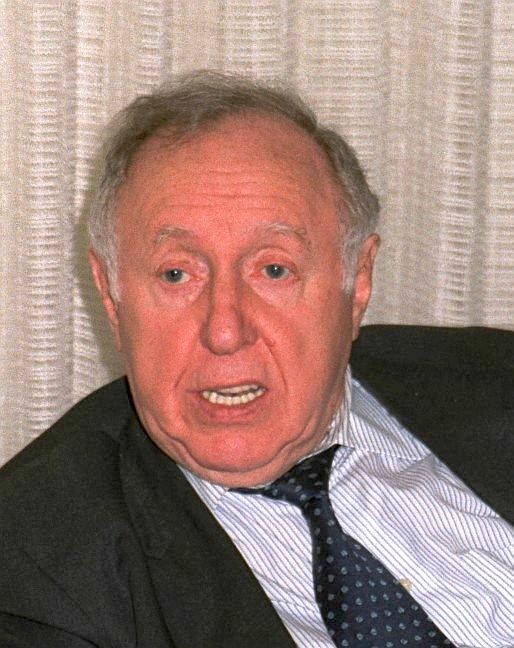
Ignatz Bubis, 1997

Ignatz Bubis (Breslau, 12 januari 1927 – Frankfurt am Main, 13 augustus 1999) was een vooraanstaand Joods-Duitse handelaar en politicus. De laatste jaren van zijn leven was hij voorzitter van de Zentralrat der Juden in Duitsland.

## Achtergrond, opleiding, beroep

### Familie
Bubis werd geboren te Breslau in de Pruisische provincie Neder-Silezië (thans Wrocław in Polen) als zevende kind van de scheepvaartbeambte Jehoshua Josef Bubis en zijn vrouw Hannah, geboren Bronspiegel. Toen in 1935 antisemitische demonstraties en overvallen op Joodse eigendommen zich vermeerderden verliet de familie Bubis Breslau en trok naar de kleine Poolse stad Dęblin.

### Tijdens de Tweede Wereldoorlog
Enige weken na de verovering van Polen door het Duitse leger in 1939 moest Bubis de zevende klas van de lokale volksschool, die hij op dat ogenblik volgde, verlaten, daar de school voor Joden verboden werd.
In februari 1941, twee maanden nadat de moeder aan kanker gestorven was, werd de vader met zijn familie ertoe gedwongen zijn intrek te nemen in het Deblinse getto. Ignatz werkte er als postbode. In oktober 1942 werd de vader naar het kamp van Treblinka gedeporteerd en daar vermoord. Ook Ignatz Bubis' broer en een van zijn zussen kwamen door de nazi's om het leven.
Ignatz Bubis werd in juni 1944, drie dagen voordat het rode leger Deblin veroverde, naar het dwangarbeiderskamp van Tschenstochau (Pools: Częstochowa) gebracht. Het kamp werd op 16 januari 1945 door het Rode leger bevrijd. Samen met enkele andere gevangenen van het Tschenstochauer kamp trok hij naar Lublin en poogde van daaruit zijn familie terug te vinden. Hij kon echter alleen zijn oom Leib Bronspiegel en diens familie terugvinden. Na een tussenstation in Łódź, waar Bubis korte tijd in paarden handelde, trok hij via Breslau en Dresden naar Berlijn, waar hij zich bij zijn oom Leib aansloot. Toen de familie Bronspiegel naar Amerika wilde migreren besloot Bubis, zeer tegen de zin van zijn oom in, om in Duitsland te blijven.
In 1953 huwde hij Ida Rosenmann, die hij van zijn jeugdjaren in Deblin kende. Het paar kreeg een kind: Naomi Ann, geboren in 1963.
Hij stierf op 13 augustus 1999 aan de gevolgen van beenderkanker. Hij werd in Israël begraven, zoals hij zelf gewenst had. Bubis wilde niet in Duitsland begraven worden omdat hij wilde voorkomen dat zijn graf, net als dat van zijn voorganger Heinz Galinski, zou worden geschonden.
Bondspresident Johannes Rau, Bondsraadpresident en minister-president van Hessen Roland Koch en minister van binnenlandse zaken Otto Schily vertegenwoordigden de Bondsrepubliek op de begrafenisplechtigheid in Tel Aviv.
Kort na de begrafenis werd Bubis' graf door de Israëlische kunstenaar Meir Mendelssohn met zwarte verf beklad, die hiermee zijn negatieve opinie over de persoon Bubis duidelijk wilde maken.

## Bubis als handelaar

### Ruilhandel met de sovjets
Sinds 1946 verdiende Bubis zijn kost als koopman, en specialiseerde hij zich op de ruilhandel met de sovjets. Hij opende verschillende winkels waar hij voorwerpen van waarde die hij bij de Duitse bevolking ophaalde ruilde tegen levens- en genotsmiddelen die hij van de sovjetmilitairen verkreeg. Hij pendelde regelmatig tussen de Sovjet-sector en de westerse sectoren van Berlijn. In 1949 werd hij getipt dat hij door de NKVD wegens illegale handelsactiviteiten (zwarte markt) gezocht werd. Hij vluchtte naar West-Berlijn en trok later verder naar Stuttgart.

### Monopolist in edele metalen
In 1950 begon hij, samen met bekenden, een edelmetaalhandel in Stuttgart en Pforzheim. De handel in edele metalen was toen nog verboden, maar hij verkreeg van de geallieerde bezettingsmachten een uitzonderlijke vergunning voor de goudhandel en verwierf daarmee een monopoliepositie voor goudleveringen aan de edelmetaalindustrie. Met deze handel legde hij de basis van zijn fortuin.
In 1953 werd het verbod op goudhandel ingetrokken en viel het monopolie van Bubis' firma weg; ook andere firma's konden nu handeldrijven in edele metalen als grondstof. Om de omzetverliezen te compenseren begon Bubis met de invoer van gouden juwelen uit Italië.
Bubis' handel in edele metalen bleef niet onbesproken. Zo bleven de oorsprong en de Zwitserse leveranciers van een aantal partijen goud die hij in de beginjaren leverde steeds onduidelijk; een tot op heden regelmatig bediscussieerd thema.

### Handel in vastgoed
In 1956 verhuisden Bubis en zijn vrouw naar Frankfurt am Main. Bubis begon zijn vermogen speculatief in vastgoed te investeren en was hiermee zo succesvol dat hij zich later volledig op de vastgoedhandel concentreerde en de juwelenhandel volledig aan zijn vrouw overliet.
Ook met zijn vastgoedprojecten kwam Bubis in opspraak en in de actualiteit. Eind jaren 60 kochten verschillende, voornamelijk Joodse investeerders onder wie Bubis, grote stukken grond met verscheidene huizen erop aan de westrand van Frankfurt. Zij kregen van de stad toestemming om de aanwezige bebouwing af te breken. Bubis en partners sloten, in afwachting van de afbraak, kortetermijn-verhuurcontracten met studenten. Deze weigerden later de panden te ruimen, bezetten de huizen en werden hierbij door een aantal burgerinitiatieven en links georiënteerde politici ondersteund. Bubis werd in de media aangevallen als 'gewetenloze speculant'. Zelf zag hij zichzelf en zijn collega-ondernemers eerder als slachtoffers van 'antisemitisme uit de linkse hoek'. Pas in 1974 werden de huizen definitief geruimd, waarbij het tot hevige gevechten tussen politie en studenten kwam. Deze episode bleef bekend als de 'Frankfurter Häuserkampf'. Door deze geschiedenis verloor Bubis een groot deel van zijn vermogen en moest hij het project verkopen. Voor de duur van het conflict liet Bubis zijn ambt in de Joodse gemeente rusten.
Eind jaren 70 kon Bubis zijn vermogen weer stabiliseren en zette hij zijn vastgoed-investeringen versterkt in het buitenland voort. Zo investeerde hij onder meer in hotelketens in Israël en Iran.
Op het einde van zijn leven werd zijn vermogen op ongeveer 300 miljoen euro geschat.

## Activiteiten in de Joodse gemeenschap

### De Joodse gemeente in Frankfurt
In 1965 stelde Bubis zich kandidaat als raadslid van de Joodse gemeente in Frankfurt, de op een na grootste in Duitsland. Hij werd onmiddellijk verkozen, werd eerst plaatsvervangend en later gewoon bestuurslid.
Nadat hij alle functies tijdens de discussies rond het Frankfurtse Westend vastgoedproject had laten rusten, werd Bubis weer actief in de Joodse gemeente. In 1978 werd hij wordt verkozen tot gemeentevoorzitter. In deze functie zette hij zich in voor de oprichting van Joodse inrichtingen in de stad: zo kwamen onder meer een Joods gemeentecentrum, een ouderlingentehuis en een kindertuin tot stand. Als voorzitter van de gemeente was hij tevens in de Zentralrat der Juden gedelegeerd.

### Zentralrat der Juden
In 1978 opgenomen in het Directiecomité van de raad, werd hij in 1985 in het bestuur verkozen. In 1989 werd hij vicevoorzitter en nam hij na de dood van toenmalig voorzitter Heinz Galinski, deze functie over. Hij bleef in deze functie tot aan zijn dood. In 1997 werd hij een laatste keer, zelfs unaniem, herverkozen.
Op 1 oktober 1998 werd hij nog verkozen tot voorzitter van het European Jewish Congress.
Bubis was een begaafd redenaar en maakte handig gebruik van zijn voorzitterschap en van zijn politieke functies om de Joodse gemeenschap en de Joodse belangen regelmatig in de media te brengen. Bubis profileerde zich als man van de verzoening en verstandhouding. Hij zocht contact met ander religies, spoorde Joodse burgers aan deel te nemen aan politiek en cultuur. Toch zag hij het ook als zijn opgave om als 'wachter' tegen vreemdelingenhaat en antisemitisme op te treden. Zijn houding en optreden in dit verband (zie hieronder) werd en wordt door sommigen soms als polariserend ervaren.
Zijn persoonlijk streven om Joodse en niet-Joodse Duitsers dichter bij elkaar te brengen kon hij, naar eigen inzicht, niet echt realiseren. Een maand voor zijn dood zei hij in een interview met het weekblad 'Stern' dat hij gedurende zijn ambtstijd 'bijna niets heeft kunnen bewegen'.

### Houding tegenover het Duitse heden en verleden
Bubis heeft, naar eigen zeggen, zijn ervaringen en lijden onder het naziregime 'uit overlevingsnoodzakelijke zelfbescherming' lang verdrongen. Pas in 1989, na zijn bezoek aan het concentratiekamp Treblinka (waar zijn vader vermoord werd), begon hij over zijn ervaringen ten tijde van het nationaalsocialisme te spreken.
In 1995 nam hij aan verschillende manifestaties ter herdenking van de 50e verjaardag van de bevrijding van de concentratiekampen deel. Hij bezocht ook het Holocaust-monument Yad Vashem. Hier vernam hij toevallig dat hij nog overlevende familie had in São Paulo (Brazilië). Toen hij deze in 1996 bezocht werd hij opnieuw met zijn eigen verleden geconfronteerd. Sindsdien droeg hij steeds een foto van zijn in Polen door de nazi's vermoorde nicht Rachel bij zich.
Bubis kreeg steeds meer moeite met het verwerken van zijn eigen ervaringen, stelde zichzelf meer en meer vragen over zijn leven als Jood in Duitsland en reageerde steeds vaker geprikkeld op door hem als anti-joods ervaren uitingen en feiten. In 1996 verscheen ook zijn autobiografie "Damit bin ich noch längst nicht fertig" (Nederlands: "Daarmee ben ik nog lang niet klaar").
Toch kan de titel van zijn in 1993 verschenen gespreksbiografie "Ich bin ein Deutscher Staatsbürger jüdischen Glaubens" (Ik ben een Duitse staatsburger van het joodse geloof) als kenmerkend voor zijn houding tegenover het naoorlogse Duitsland doorgaan. Hij maakte een duidelijke scheiding tussen nationaliteit en geloof en identificeerde zich herhaaldelijk met het Duitse staatsburgerschap. Wel wees hij het voorstel van Willy Wimmer, lid van de bondsdag voor de CDU, hem tot bondspresident te verkiezen, resoluut terug. Volgens hem was de tijd voor een Joodse president nog niet rijp.
Bubis' reacties op (al dan niet vermeende) uitingen van antisemitisme waren niet altijd onomstreden. Zo was Bubis een van de leiders van de leden van de joodse gemeente die in 1985 de eerste opvoering van Rainer Werner Fassbinders toneelstuk "Der Müll, die Stadt und der Tod" (Nederlands: 'Het vuil, de stad en de dood' - soms ook vertaald als 'Het vuil, de stad en de Jood') verhinderden omdat het antisemitisch zou zijn. De inhoud van het stuk leunde sterk aan bij de gebeurtenissen rond het Frankfurtse Westend in de jaren 1969-1974, de hoofdpersoon is een Joods speculant waarvoor - althans volgens velen - Bubis als levend voorbeeld gediend had.
Uiteindelijk werd de opvoering van het stuk in Frankfurt verboden, maar de discussie over het al dan niet anti-joods karakter van het stuk blijft voortduren.
Ten opzichte van het Duitse oorlogsverleden nam Bubis een harde houding aan. Hij zette zich in voor de onverjaarbaarheid van oorlogsmisdaden, de harde toepassing van de wetten tegen vreemdelingenhaat en nam vaak aan maan-demonstraties deel.
In oktober 1998, toen de auteur Martin Walser in zijn dankrede bij de uitreiking van de Vrede-prijs de individuele en collectieve omgang van de Duitsers met het Holocaustverleden besprak en stelde dat het tijd werd een streep onder het verleden te trekken, ontstond een openbaar gevoerd, heftig debat tussen Walser en Bubis. Bubis verweet Walser een "morele brandstichter" te zijn, een "cultuur van wegkijken en wegdenken" te prediken en daarmee het "onderhuids levende antisemitisme" aan te wakkeren. Pas op 12 december werd de strijd bijgelegd tijdens een gesprek tussen beide opponenten op de redactie van de FAZ.

## Politieke activiteit

### In de FDP
In 1969 sloot Ignatz Bubis zich bij de FDP aan. In het begin van zijn lidmaatschap was zijn politieke engagement beperkt tot activiteiten op stads- en deelstaatniveau.
In het midden van de jaren zeventig engageerde Bubis zich sterker in de partij. Hij werd lid van het districtsbestuur, later van het deelstaatsbestuur, om uiteindelijk deel uit te maken van de nationale partijraad.
Tot aan zijn dood maakte hij voor de FDP deel uit van de stadsraad en van het stadsbestuur van zijn woonplaats Frankfurt.

## Trivia
- Bubis ontving de volgende Duitse eretekens: in 1992 het Bundesverdienstkreuz 1ste Klasse, in 1996 het Große Bundesverdienstkreuz.
- In 1998 kreeg hij de Goldstein-Prijs van het Israëlische parlement.
- Na zijn overlijden eerde de stad Frankfurt hem door de Ignatz-Bubis-Prijs in het leven te roepen, en door de Obermainbrücke in Ignatz-Bubis-Brücke om te noemen.

- Bibliothèque nationale de France: cb124823692 (data)
- Gemeinsame Normdatei: 119097605
- International Standard Name Identifier: 0000 0001 1085 1392
- Library of Congress Control Number: nr94029006
- Nationale Bibliotheek van Tsjechië: jo2012732145
- Nationale Bibliotheek van Israël: 987007259094905171
- Nationale Bibliotheek van Polen: a0000001188417
- Nederlandse Thesaurus van Auteursnamen: 157807673
- Système universitaire de documentation: 034025960
- Virtual International Authority File: 115517236
- WorldCat: E39PBJrChxXwjjv4jD8cQgKjmd